# Kanton Mugron
Kanton Mugron (francouzsky Canton de Mugron) je francouzský kanton v departementu Landes v regionu Akvitánie. Tvoří ho 14 obcí.

## Obce kantonu
- Baigts
- Bergouey
- Caupenne
- Doazit
- Hauriet
- Lahosse
- Larbey
- Laurède
- Maylis
- Mugron
- Nerbis
- Saint-Aubin
- Toulouzette